# Prolarve
Eine Prolarve oder Vorlarve ist eine gerade aus dem Ei geschlüpfte Larve, die noch von einer dünnen Hülle umgeben und damit bewegungsunfähig ist. Prolarven kommen vor allem bei verschiedenen Libellen vor. Sie unterscheidet sich damit vom ersten Larvenstadium sowie von der Eilarve, die bei Insekten als erstes Larvenstadium vorkommt (bei Schmetterlingen Eiraupe).

## Belege
1. 1 2  Stichwort „Prolarve“ in: Herder-Lexikon der Biologie. Spektrum Akademischer Verlag GmbH, Heidelberg 2003. ISBN 3-8274-0354-5
2. ↑  Von der Zygote zur Prolarve. In: Hansruedie Wildermuth: Die Falkenlibellen Europas. Neue Brehm-Bücherei Band 653, Westarp Wissenschaften Hohenwarsleben 2008, S. 59–65. ISBN 978-3-89432-896-2.
3. ↑  Stichwort „Eilarve“ in: Herder-Lexikon der Biologie. Spektrum Akademischer Verlag GmbH, Heidelberg 2003. ISBN 3-8274-0354-5